# Charbonnières-les-Vieilles
Charbonnières-les-Vieilles település Franciaországban, Puy-de-Dôme megyében. Lakosainak száma 1161 fő (2022. január 1.). Charbonnières-les-Vieilles Blot-l’Église, Combronde, Loubeyrat, Manzat, Montcel, Saint-Angel, Saint-Hilaire-la-Croix és Teilhède községekkel határos.

## Népesség
A település népességének változása:
| Lakosok száma | 1029 | 1076 | 1098 | 1075 | 1098 | 1122 | 1145 | 1153 | 1161 |
|               | 2013 | 2015 | 2016 | 2017 | 2018 | 2019 | 2020 | 2021 | 2022 |